# محمية حزب الله الطبيعية
محمية حزب الله الطبيعية كانت من معاقل حزب الله التي بنيت في جنوب لبنان بين الانسحاب الإسرائيلي من لبنان عام 2000 وحرب لبنان 2006. كان مصطلح المحمية الطبيعية ضمن مصطلحات الجيش الإسرائيلي ويشير ذلك إلى حقيقة أنهم وضعوا المحمية الطبيعية أساسا في الريف بعيدا عن المناطق السكنية لمنع الجيش الإسرائيلي في الحرب من ارتفاع عدد الضحايا.
كتبت هيومن رايتس ووتش في تقرير شامل نشر بعد عام من الحرب: «وجدنا أدلة قوية على أن حزب الله يخزن معظم صواريخه في المخابئ ومرافق تخزين الأسلحة الموجودة في الحقول غير المأهولة والوديان... وأن حزب الله أطلق الغالبية العظمى من صواريخه من مواقع تم إعدادها مسبقا خارج القرى».
تعثرت وحدة نخبة إسرائيلية في محمية طبيعية بالقرب من مارون الراس وتعرضت لخسائر فادحة. قال أحد الجنود: «لم نكن نعرف من ضربنا». «في ثوان كان لدينا قتيلين». «كنا نتوقع خيمة وثلاثة كلاشينكوف - تلك هي المخابرات التي أعطيت لنا وبدلا من ذلك وجدنا بابا من الصلب الهيدروليكي يؤدي إلى شبكة مجهزة تجهيزا جيدا من الأنفاق». ثم حشدت القوات وقتل 5 من مقاتلي حزب الله.
بعد معركة مارون الراس رفض رئيس القيادة الشمالية للجيش الإسرائيلي اللواء أودي آدم أي هجمات أخرى على المحميات الطبيعية. "يمكن لمحمية طبيعية ابتلاع كتيبة بأكملها". طبقا لصحيفة هآرتس فإن "الأركان العامة والقيادة الشمالية قد قيدا العمليات الهجومية على هذه المناطق بعد اللقاء الأولي..." في "محمية طبيعية" التي أطلق عليها اسم شاكيد بالقرب من بلدة مارون الراس". لم تكن المحميات الطبيعية الراسخة عرضة لقصف المدفعية أو القصف الجوي. إن قرار عدم مهاجمة هذه المواقع التي تبعد أحيانا مئات الأمتار عن الحدود الإسرائيلية جعل من الممكن لحزب الله أن يواصل إطلاق الصواريخ على شمال إسرائيل طوال الحرب. أطلقت معظم صواريخ الكاتيوشا القصيرة المدى التي أطلقت على إسرائيل أثناء الحرب من المحميات الطبيعية.
في ديسمبر 2007 أصدرت لجنة الشؤون الخارجية بالكنيست نتائج تحقيقاتها في حرب عام 2006 في لبنان. نددت القيادة العليا لقوات الدفاع الإسرائيلية بشروط شديدة بشكل غير عادي وقالت أن أساليب القتال في الجيش «لعبة في أيدي حزب الله». كان من المهم بصفة خاصة التأخير في شن حرب برية والامتناع عن مهاجمة المحميات الطبيعية.
تم العثور على محمية طبيعية أخرى في لابونا على تلة من الغابات على بعد بضع مئات من الأمتار من الحدود الإسرائيلية وعلى بعد كيلومتر من مقر اليونيفيل في الناقورة. أغلق حزب الله المنطقة في عام 2002 وأعلنها «منطقة عسكرية». لم تفهم إسرائيل ولا قوة الأمم المتحدة المؤقتة في لبنان ما كان عليه حزب الله حتى حرب عام 2006. قال ضابط في قوة الأمم المتحدة المؤقتة في لبنان نيكولاس بلانفورد: «لم نرهم أبدا في بناء أي شيء». «يجب أن يكونوا قد جلبوا الاسمنت بواسطة الملعقة». حافظ حزب الله على بؤرة استيطانية واضحة في مكان قريب وقصفها الجيش الإسرائيلي على الفور في 12 يوليو بعد اختطاف الجنديين الإسرائيليين. غير أن هذه البؤرة الاستيطانية لم تكن سوى شبح تم التخلي عنه بالفعل ونقل المقاتلون إلى المواقع المشمولة في المحمية الطبيعية.
كان لمواقع حزب الله وجهة نظر شمالية في شمال إسرائيل وصولا إلى عكا وحيفا. منذ اليوم الأول من الحرب كانت هذه المحمية الطبيعية مصدرا لنيران صاروخ كاتيوشا شبه ثابتة. حاولت إسرائيل مرارا إطلاق النار على موقع الإطلاق بقصف مدفعي ضخم وضربات جوية بما في ذلك استخدام القنابل العنقودية وقنابل الفوسفور. غير أن الصواريخ استمرت في إطلاقها حتى الساعة الأخيرة قبل وقف إطلاق النار.
قاد مقاتلو حزب الله تماما المنطقة إلى الجنوب وادعى أنهم دمروا جرافة مدرعة ودبابة فقط 6 أمتار في الأراضي اللبنانية في 8 أغسطس 2006. أكد الجيش الإسرائيلي أن القبض على المقدم الاحتياطي جلعاد بلحسان (28 عام من كرمئيل) والرقيب الاحتياطي يسامو يالاو (26 عام من أور يهودا) قتلا في الحادث.
بيد أن الجيش الإسرائيلي تجاوز لابونا وكان محاطا بشكل فعال بالجزء الأخير من الحرب ولكن لا توجد تقارير عن أي محاولة إسرائيلية للاستيلاء على المنطقة. بدلا من ذلك واصل حزب الله إطلاق الصواريخ على شمال إسرائيل حتى اتفاق وقف إطلاق النار في 14 أغسطس. يدعي مقاتلو حزب الله الذين كانوا متمركزين في لبونة خلال الحرب أنهم شنوا غارة على موقع للجيش الإسرائيلي داخل الأراضي الإسرائيلية مما أسفر عن مقتل وجرح العديد من الجنود الإسرائيليين بمن فيهم ضابط. أكد الجيش الإسرائيلي أن ضابطا هو الرائد نيمرود هليل قتل في منطقة لبونة في 10 أغسطس. وفقا لحزب الله نجا جميع مقاتلي المقاومة في لبونة من الحرب لكن العديد من المقاتلين أفادوا ببصق الدم ويتعرضون لآثار صحية مطولة بعد استنشاق غازات الفوسفور الأبيض.
بعد وقف إطلاق النار انسحب حزب الله من المنطقة وفقا لقرار مجلس الأمن التابع للأمم المتحدة رقم 1701. ثم دخل الجيش الإسرائيلي المنطقة وديناميا نظام المخابئ الكبير قبل الانسحاب من لبنان. في نهاية الحرب كان الجيش الإسرائيلي يطارد «مخبأ مجهزا تجهيزا جيدا حتى ذلك الحين يطل على الطريق الذي وقع فيه اختطاف الجنديين».
قام نيكولاس بلانفورد بزيارة محمية طبيعية لم يتم لمسها على ما يبدو قرب رشاف بعد أكثر من ستة أشهر من الحرب. تقع المنطقة على بعد حوالى ستة كيلومترات من الحدود الإسرائيلية وشهدت قتالا عنيفا في الأيام الأخيرة من الحرب. تم الوصول إلى المخبأ الكبير المهجور من خلال رمح ضيق 6 أمتار أدى إلى مرور 60 مترا مع أبواب فولاذية كل 10 أمتار. قدر بلانفورد أن القسم الرئيسي كان 35-50 مترا تحت السطح. تم تجهيز المرفق مع الصرف الصحي وتهوية الهواء والكهرباء فضلا عن حمام ومطبخ. كان لديهم مداخل ومخارج متعددة.
بعد الحرب قامت قوة الأمم المتحدة المؤقتة في لبنان بتفتيش جنوب لبنان ووجدت 33 محمية طبيعية منتشرة في جميع أنحاء الريف.
في يناير 2007 عثر الجيش الإسرائيلي على مخبأين متصلين بنفق على الأراضي الإسرائيلية على طول الحدود اللبنانية. احتوت المخابئ على الغذاء والمعدات التي فجرت من قبل الجيش الإسرائيلي.

## وصلات خارجية
- بلانفورد، نيكولاس، «حزب الله والجيش الإسرائيلي: قبول حقائق جديدة على طول الخط الأزرق» في الحرب السادسة لإسرائيل في لبنان، مجلة ماساتشوستس للتكنولوجيا الإلكترونية لدراسات الشرق الأوسط المجلد. 6، صيف 2006
- كروك، ألاستير ومارك بيري، «كيف هز حزب الله إسرائيل»، آسيا تايمز

الجزء 1: الفوز بحرب الاستخبارات, 12 أكتوبر 2006
الجزء 2: الفوز بالحرب البرية, 13 أكتوبر 2006
الجزء الثالث: الحرب السياسية, 14 أكتوبر 2006
- هاريل، آموس وأفي إساكاروف، '34 يوما: إسرائيل وحزب الله والحرب في لبنان'، بالغريف ماكميلان، نيويورك، 2008